# Giorgi Schirtladze
Giorgi Skhirt'ladze (გიორგი სხირტლაძე 9. září 1932 Mtiskalta, Sovětský svaz – 25. března 2008) byl sovětský zápasník, volnostylař. V roce 1956 na olympijských hrách v Melbourne ve střední váze vybojoval bronzovou a v roce 1960 na hrách v Římě ve stejné kategorii stříbrnou medaili.
V roce 1957 vybojoval stříbro a v roce 1959 zlato na mistrovství světa. V letech 1954,1956,1957 a 1960 vybojoval titul mistra SSSR.